# Lactobacillus murinus
Lactobacillus murinus è una specie di batterio appartenente alla famiglia delle Lactobacillaceae.